# Grünbein
Grünbein es una localidad del partido de Bahía Blanca, provincia de Buenos Aires, Argentina.

## Ubicación
La localidad se encuentra sobre la Ruta Nacional 3 a 9 km al este del centro de la ciudad de Bahía Blanca.

## Población
Contaba con 3194 habitantes (Indec, 2001).

## Instituciones
- Club Atlético Grünbein
- Sala de Primeros Auxilios Grünbein